# Kat Cressida
Kat Cressida est une actrice américaine née le 1er mars 1977 à Long Beach en Californie.

## Filmographie

### Cinéma
- 1996 : Below 30, Above 10,000 : Wendy
- 1999 : Tarzan : voix additionnelles
- 2000 : Whispers: An Elephant's Tale : la princesse
- 2002 : Le Royaume des chats : voix additionnelles
- 2006 : Les Contes de Terremer : la maîtresse
- 2008 : Piper Penguin and His Fantastic Flying Machines
- 2008 : La Fée Clochette : Mme Darling
- 2009 : Meilleures Ennemies
- 2012 : Great Woman of Islam : Asma
- 2013 : Khumba : le zèbre pompom-girl

#### Télévision
- 1994 : Arabesque : Darlene Faber (1 épisode)
- 1994-1996 : Babylon 5 : Kat la barmaid (4 épisodes)
- 1995 : Une fille à scandales : la fiancée de Leland (1 épisode)
- 1995 : M.A.N.T.I.S. : Brenda (1 épisode)
- 1995-1999 : Diagnostic : Meurtre : Iris, Louisa Romero et la scripte (3 épisodes)
- 1997 : Ellen : la première instructrice (1 épisode)
- 1997 : Caroline in the City : une femme (1 épisode)
- 1997-2003 : Le Laboratoire de Dexter : Dee Dee (42 épisodes)
- 1999-2000 : Initial D: Second Stage : Natsuki Mogi (13 épisodes)
- 2000 : Men in Black (1 épisode)
- 2000 : Amy : voix additionnelles (1 épisode)
- 2001 : Un toit pour trois : la lectrice des nouvelles (1 épisode)
- 2002 : Jackie Chan : voix additionnelles (1 épisode)
- 2007 : Veggietales : voix additionnelles (1 épisode)
- 2010 : Archer : Uta (2 épisodes)
- 2011-2012 : Phinéas et Ferb : voix additionnelles (2 épisodes)
- 2016 : Gotham Stories : la présentatrice (5 épisodes)
- 2020 : Doom Patrol : Darling Come Home (2 épisodes)
- 2021 : Solar Opposites : voix additionnelles (1 épisode)

### Jeu vidéo
- 1997 : Dilbert's Desktop Games : Ratbert, la voix de l'ordinateur sexy et Mère Nature
- 1998 : Star Wars: Droid Works : Holocam-E et autres personnages
- 1998 : Baldur's Gate
- 1999 : Baldur's Gate : La Légende de l'île perdue
- 2002 : The Thing : l'ordinateur
- 2003 : Buffy the Vampire Slayer : Chaos Bleeds
- 2003 : Bilbo le Hobbit
- 2004 : Van Helsing : Aleera
- 2004 : Doom 3
- 2004 : Shark Tale : voix additionnelles
- 2004 : X-Men Legends : Debra Owens et la voix de l'ordinateur
- 2004 : EverQuest II : Slaver Brona, Mirini et Tullo Domna
- 2004 : Vampire: The Masquerade - Bloodlines : Venus et Misti
- 2004 : World of Warcraft
- 2004 : Tekken 5 : Anna Williams
- 2005 : Madagascar : la petite fille, la jolie femme et la lémurienne
- 2005 : Les Quatre Fantastiques : voix additionnelles
- 2005 : Quake 4 : l'ordinateur et la pilote
- 2006 : Saints Row : une résidente de Stillwater
- 2006 : Desperate Housewives, le jeu : Lynette Scavo
- 2006 : Scarface: The World Is Yours : la répartiteuse de la police
- 2006 : Cartoon Network Racing : Dee Dee
- 2007 : Titan Quest: Immortal Throne : l'Oracle
- 2007 : Spider-Man: Friend or Foe : l'ordinateur
- 2007 : Enemy Territory: Quake Wars : l'artillerie
- 2007 : Barbie as the Island Princess : Princesse Luciana
- 2009 : FusionFall : Dee Dee
- 2009 : Red Faction: Guerrilla : plusieurs militaires
- 2009 : Ratchet and Clank: A Crack in Time : Cassiopeia
- 2009 : Dragon Age: Origins : une elfe mystique
- 2009 : The Saboteur
- 2010 : Star Trek Online : V'Lar, S'Kenn, Capitaine Koren, l'ambassadrice Lukari et la superviseus Traala
- 2010 : Prince of Persia : Les Sables oubliés : Zahra
- 2011 : Skylanders: Spyro's Adventure
- 2011 : Kinect: Disneyland Adventures : Constance Hatchaway
- 2012 : Diablo III : voix additionnelles
- 2012 : Guild Wars 2 : Dannai, Hylek, Regina Rageheart et autres personnages
- 2013 : Disney Infinity : Jessie
- 2013 : The Wolf Among Us : Bloody Mary
- 2013 : Skylanders: Swap Force : Scratch
- 2014 : Diablo III: Reaper of Souls : voix additionnelles
- 2014 : The Elder Scrolls Online : voix additionnelles
- 2014 : Disney Infinity: Marvel Super Heroes : Jessie
- 2014 : Skylanders: Trap Team : Scratch
- 2015 : Batman: Arkham Knight
- 2015 : Disney Infinity 3.0 : Jessie
- 2015 : Skylanders: SuperChargers : Scratch
- 2015 : Fallout 4 : Scribe Neriah et Geneva
- 2016 : Master of Orion: Conquer the Stars : l'Impératrice Mrrshan
- 2016 : Mirror's Edge Catalyst : voix additionnelles
- 2016 : World of Warcraft: Legion
- 2017 : Mass Effect: Andromeda : voix additionnelles
- 2018 : Fallout 76 : Blood Eagles
- 2019 : The Elder Scrolls: Blades : Saashi
- 2019 : Rage 2 : Eden Ai et Vineland Wallrat
- 2019 : Marvel Ultimate Alliance 3: The Black Order : Elektra
- 2020 : XCOM: Chimera Squad : Xug et voix additionnelles
- 2020 : Wasteland 3 : SAL, the Wyman et la Reine de cœur